# Kongress für die Republik (Tunesien)
Der Kongress für die Republik (arabisch المؤتمر من أجل الجمهورية, DMG al-Muʾtamar min aǧl al-Ǧumhūriyya; französisch Congrès pour la République, Kürzel CPR), kurz bezeichnet als al-Mottamar (‚der Kongress‘) oder „Kongresspartei“, ist eine linksliberale und säkulare politische Partei in Tunesien.
Der CPR wurde am 25. Juli 2001 gegründet und bereits im Jahre 2002 wieder verboten. Am 8. März 2011 wurde die Partei nach der Jasminrevolution wieder zugelassen. Sie wurde von ihrer Gründung an von Moncef Marzouki geführt, bis dieser im Dezember 2011 Interims-Staatspräsident Tunesiens wurde. Er ist nun Ehrenvorsitzender der Partei.
Die Ideologie des CPR beruht auf Sozialdemokratie, Liberalismus und linkem arabischem Nationalismus. Sie wird als säkulare Partei und im politischen Spektrum links der Mitte eingeordnet. Die Parteifarben des CPR sind Grün und Rot.
Das Motto des Kongresses für die Republik lautet Souveränität des Volkes, Würde des Bürgers, Legitimität des Staates (السيادة للشعب، الكرامة للمواطن، الشرعية للدولة, „Souveraineté du peuple, Dignité du citoyen, Légitimité de l’État“). Die Parteizeitung des CPR ist Tunisie Avenir.

## Geschichte

### Gründung 2001

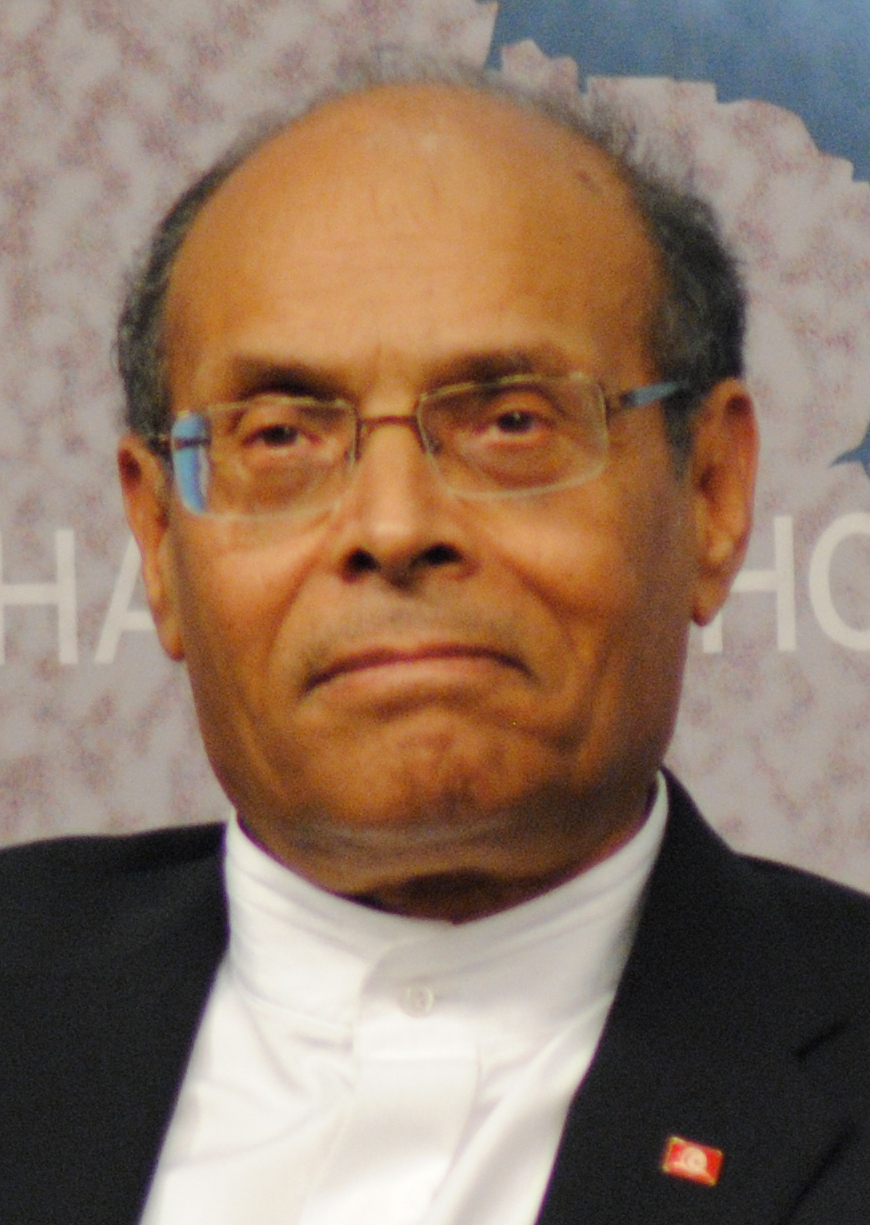
Moncef Marzouki, Parteigründer und -chef, 2001–2011

Die Gründung des Kongresses für die Republik erfolgte offiziell am 25. Juli 2001, die Erklärung wurde von 31 Personen, darunter der Arzt, Medizinprofessor und Menschenrechtsaktivist Moncef Marzouki als Präsident, Naziha Réjiba (Oum Ziad) als Generalsekretärin, Abderraouf Ayadi als Vizepräsident, Samir Ben Amor als Schatzmeister und Mohamed Chakroun als Ehrenpräsident verkündet.
Der Kongress für die Republik erklärte, dass er auf die Errichtung der ersten demokratisch-republikanischen Regierungsform in Tunesien abziele – unter Einführung der Redefreiheit, der Koalitions- und Vereinigungsfreiheit sowie der Abhaltung von freien und gerechten Wahlen. Dies solle durch nationale und internationale Beobachter, die alle Ebenen des Wahlprozesses überprüfen können, garantiert werden. Der Kongress für die Republik rief auch zur Verabschiedung einer neuen Verfassung, zu einer strikten Trennung der verschiedenen Gewalten, zur Achtung und Garantierung der Menschenrechte, zu Geschlechtergleichheit sowie zur Errichtung eines Verfassungsgerichts zum Schutz individueller und kollektiver Rechte auf. Zudem forderte der CPR die Einhaltung der tunesischen Verpflichtungen gegenüber der Europäischen Union, andererseits rief er auch zur nationalen Selbstbestimmung der Tunesier sowie des palästinensischen Volkes auf.

### Illegale Opposition, 2002–2011
Der CPR war ein ideologisch heterogener Zusammenschluss von Gegnern der Regierung Zine El Abidine Ben Ali, dem neben Sozialdemokraten und arabischen Nationalisten auch radikale Linke und Islamisten angehörten.
Im Jahre 2002 wurde daher der Kongress für die Republik verboten. Der Präsident des CPR, Marzouki, floh ins Exil nach Paris. Allerdings führte die Partei ihre Tätigkeiten fort und existierte de facto als Partei für Auslandstunesier in Frankreich bis 2011.

### Nach der Revolution 2011
Nach der Absetzung von Präsident Ben Ali durch den geschäftsführenden Präsidenten Fouad Mebazaâ während der Proteste in Tunesien 2010 kündigte der Präsident des CPR Moncef Marzouki an, dass er nach Tunesien zurückkehren werde und ein Kandidat bei den nächsten Wahlen in Tunesien sein werde. Er kehrte am 18. Januar 2011 nach Tunesien zurück. Am 8. März erhielt die Partei die Zulassung durch das Innenministerium.
In der Kampagne zur Wahl zur Verfassunggebenden Versammlung im Oktober 2011, der ersten freien Wahl nach dem Sturz Ben Alis, musste der CPR mit deutlich weniger finanziellen Mitteln auskommen als andere Parteien. Er machte dennoch einen intensiven Wahlkampf, der auf dem begeisterten Engagement seiner überwiegend jungen Basismitglieder baute. Das Wahlsymbol der Partei (eine Notwendigkeit in Tunesien, wo viele Wähler Analphabeten sind) war eine rote Brille. Sie erinnert an Moncef Marzoukis charakteristische Brille. Jüngere Anhänger des CPR waren dafür bekannt, rote Brillen zu tragen, um ihre Unterstützung für Marzouki zu zeigen. Letztendlich gewann die Partei 8,7 % der Wählerstimmen und 29 der 217 Sitze und nahm damit – mit großem Abstand – den zweiten Platz hinter der siegreichen islamistischen Ennahda-Bewegung ein.
Anschließend bildete sie eine Drei-Parteien-Koalition („Troika“) mit Ennahda und dem sozialdemokratischen Ettakatol (FDTL). Gemäß einer Absprache der Koalitionsparteien, die drei höchsten Staatsämter (Parlamentspräsident, Staatspräsident und Premierminister) unter sich aufzuteilen, wählte die Verfassunggebende Versammlung Moncef Marzouki am 12. Dezember 2011 zum Interims-Präsidenten Tunesiens. In der am 24. Dezember vereidigten Regierung des Islamisten Hamadi Jebali stellte der CPR sechs Kabinettsmitglieder. Als Nachfolger Marzoukis wählte die Partei Abderraouf Ayadi zum neuen Generalsekretär, Marzouki wurde Ehrenvorsitzender.
Im Mai 2012 spaltete sich die Kongresspartei: Der Generalsekretär Abderraouf Ayadi und 12 CPR-Abgeordnete traten aus dem CPR aus und gründeten eine neue Partei, die sich zunächst „Unabhängiger Demokratischer Kongress“ und dann Wafa-Bewegung nannte. Sie gaben an, die Prinzipien der CPR fortführen wollen, die durch Korruption und Nepotismus einiger Mitglieder gefährdet seien. Weitere Abgeordnete verlor der Kongress im August 2012, als zwei ihrer Mitglieder zur neu gegründeten, anti-islamistischen Partei Nidaa Tounes überliefen.
Bei der ersten regulären Wahl unter der neuen Verfassung im Oktober 2014 erhielt der CPR nur noch vier der 217 Sitze. Bei der folgenden Präsidentschaftswahl qualifizierte sich Marzouki als Amtsinhaber zwar für die Stichwahl, unterlag aber Beji Caid Essebsi von Nidaa Tounes.